# Ogcodes canadensis
Ogcodes canadensis este o specie de muște din genul Ogcodes, familia Acroceridae, descrisă de Evert I. Schlinger în anul 1960.
Este endemică în Ontario. Conform Catalogue of Life specia Ogcodes canadensis nu are subspecii cunoscute.